# Шевченко Йосип Варфоломійович
Шевченко Йосип Варфоломійович (псевдонім — І. Гриненко; 16 (28) квітня 1854 — до 1891) — український поет і перекладач, син Варфоломія Григоровича Шевченка, троюрідний племінник Тараса Григоровича Шевченка.

## Життєпис
Влітку 1859 року познайомився зі своїм троюрідним дядьком Тарасом Шевченком. Був на похороні Тараса на Чернечій горі.
У 1872 році вступив до Єлисаветрадського юнкерського училища за підтримки Миколи Новицького — друга Тараса Григоровича Шевченка — офіцера й викладача училища.
Під час навчання в училищі (1872—1874) входив до літературного гуртка братів Тобілевичів. В 1875 році узяв участь у постановці «Вечорниць» Петра Ніщинського на сцені Єлисаветградського громадського зібрання разом із автором «Вечорниць» та майбутніми корифеями українського театру Марко Кропивницьким, Іваном Карпенко-Карим, Миколою Садовським, Марією Садовською-Барілотті.
Автор збірки поезій та перекладів «Дещо із перекладів і самостійних творів» (1875, Єлисаветград), опублікованої під псевдонімом І. Гриненко. До збірки, зокрема, увійшли переспів поезії Т. Шевченка «Садок вишневий коло хати», перекл. з О. Пушкіна, О. Полежаєва, О. Плещеєва, А. Фета, Р. Бернса, П.-Ж. Беранже, Г. Гейне. Учасник рос.-тур. війни 1877—78, був поранений у бою біля Шипки (Болгарія). Його фото є в музеї на Шипці. Зустрічався із Т. Шевченком влітку 1859 в Корсуні. Поет з любов'ю відгукувався про небожа у його листах до В. Шевченка 1859—60. Є припущення, що він записав «Споминки про Т. Г. Шевченка» від свого батька.
Активний учасник російсько–турецької війни 1877—1878 років. Ротмістр 15-го Литовського Уланського полку, в боях на Шипці отримав тяжке поранення.
За хоробрість, мужність та відвагу молодий офіцер був відзначений численними урядовими нагородами, в тому числі орденами «Святої Анни» 3-го та 4-го ступенів і «Георгієвським хрестом».
Після війни Йосип Варфоломійович залишився в Болгарії. Йому було доручено управляти одним із округів. Деякий час він — комендант міста Софія, а ще в іншому окрузі організував міліцію.
Як свідчить його праонука Наталя Лисенко, у 1891 році, на 47 році життя, після тяжкої хвороби Йосип Шевченко помер.